# Hexachloraceton
Hexachloraceton ist eine chemische Verbindung aus der Gruppe der Ketone.

## Gewinnung und Darstellung
Hexachloraceton kann durch Chlorierung von Isopropylalkohol bei 70–100 °C gewonnen werden, wobei auch 1,1,1,3,3-Pentachloraceton entsteht oder durch Chlorierung von Chloraceton in Gegenwart von Essigsäure.

## Eigenschaften
Hexachloraceton ist eine brennbare, schwer entzündbare, farblose Flüssigkeit, die wenig löslich in Wasser ist. Sie zersetzt sich bei Erhitzung, wobei Chlor, Chlorwasserstoff, Phosgen und Dioxine entstehen können.

## Verwendung
Hexachloraceton wird zur Chlorierung von Enaminen, zur Herstellung von Trichloracetamiden und Trichloracetaten unter neutralen Bedingungen und als Ausgangsstoff für die Herstellung und Cycloaddition von Oxyallyl-Zwischenprodukten verwendet. Es wurde früher auch als Herbizid eingesetzt.